# Ilino (gmina)
Ilino (alt. Iłno; od 1920 gmina Turgiele) – dawna gmina wiejska funkcjonująca pod zwierzchnictwem polskim w latach 1919-1920 na obszarze tzw. administracyjnego okręgu wileńskiego ZCZW. Siedzibą władz gminy było Ilino.
Początkowo gmina należała do powiatu wileńskiego w guberni wileńskiej. 7 czerwca 1919 weszła w skład nowo utworzonego administracyjnego okręgu wileńskiego (ZCZW).
1 marca 1920 gmina została zniesiona przez przemianowanie na gminę Turgiele.